# Міхаель Бакош
Міхаель Бакош (нім. Michael Bakos; нар. 2 березня 1979, м. Аугсбург, Німеччина) — німецький хокеїст, захисник.

## Кар'єра
Клубна

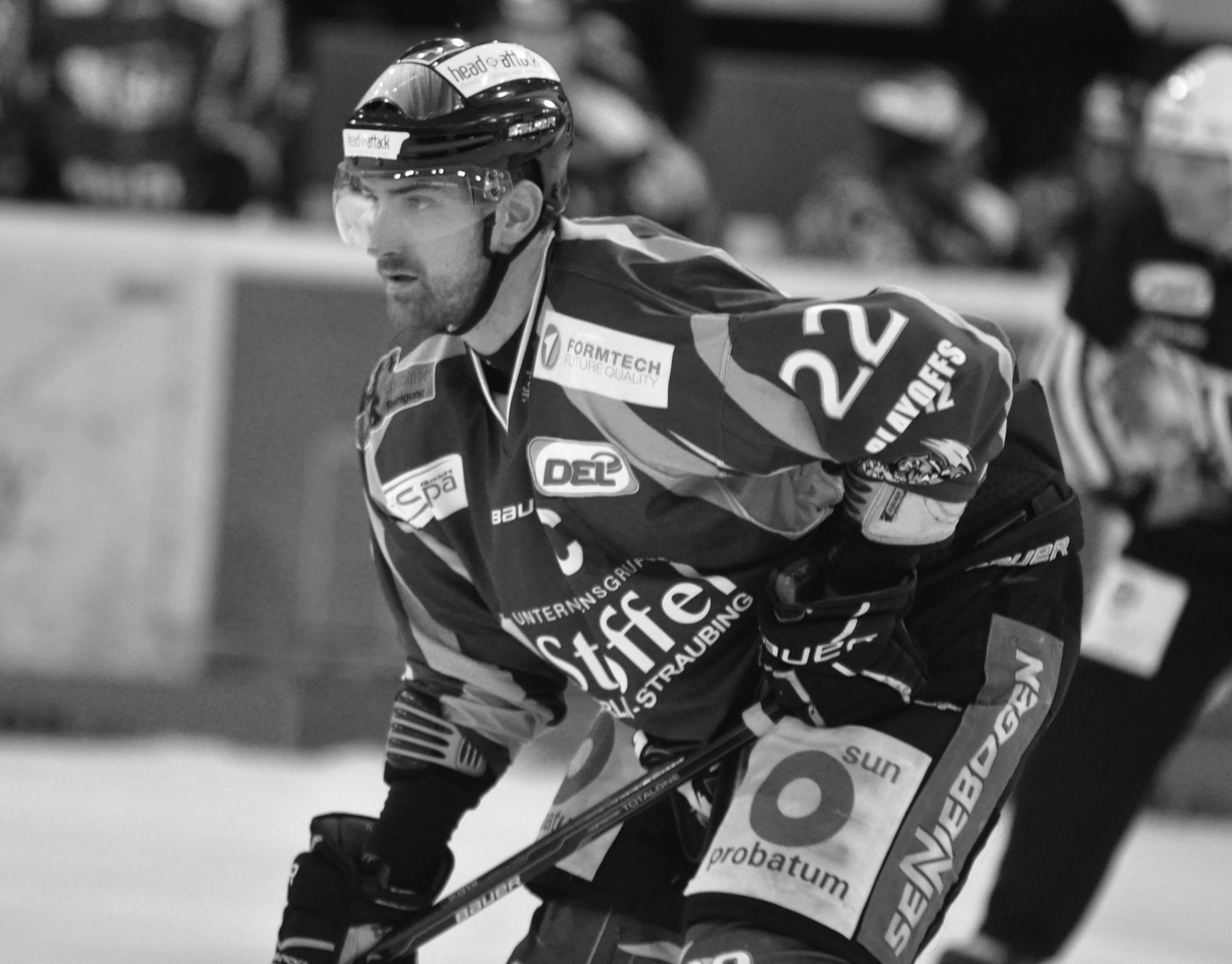
Міхаель у клубі «Штраубінг Тайгерс» (2012)

Вихованець клубу «Аугсбург Пантерс», до 1996 року виступав за молодіжну команду. У сезоні 1996/97 дебютує в Німецькій хокейній лізі в основі «пантер». У наступних сезонах, захисник є гравцем основного складу. У 2000 році переходить до «Адлер Мангейм» та здобуває титул чемпіона Німеччини. До сезону 2005/06 Міхаель грає за «орлів». Сезон 2006/07 захисник починає у новому для себе клубі Інгольштадт, уклав контракт до 2008 року, влітку 2008 продовжує ще на два роки до 2010 року. З сезону 2010/11 Бакош є гравцем «Штраубінг Тайгерс», також виконує обов'язки капітана команди. У свій перший рік у клубі захисник провів лише 34 гри, на початку сезону захворів на мононуклеоз. У сезоні 2011/12 Міхаель знову капітан команди. 11 січня 2012 захисник оголосив, що піде з клубу «Штраубінг Тайгерс» після сезону та повернеться в своє рідне місто Аугсбург. Навесні 2014 відігравши 648 матчів у ДЕЛ, Міхаель завершив кар'єру хокеїста через стан здоров'я.
Збірна
У складі юніорської збірної Німеччини брав участь у чемпіонаті Європи. Виступав за молодіжну збірну на чемпіонатах світу 1997, 1998 та 1999 років. 
У складі національної збірної брав участь у чемпіонатах світу 2005, 2006 (дивізіон І), 2007, 2008 та 2009, а також на зимових Олімпійських іграх 2010 у Ванкувері. 

## Нагороди та досягнення
- Чемпіон Німеччини у складі «Адлер Мангейм» — 2001.
- Учасник матчу Усіх зірок ДХЛ — 2008.

## Статистика
| Сезон     | Клуб                | Ліга      | Регулярний сезон | Регулярний сезон | Регулярний сезон | Регулярний сезон | Регулярний сезон | Плей-оф | Плей-оф | Плей-оф | Плей-оф | Плей-оф |
| Сезон     | Клуб                | Ліга      | І                | Г                | П                | О                | ШХ               | І       | Г       | П       | О       | ШХ      |
| --------- | ------------------- | --------- | ---------------- | ---------------- | ---------------- | ---------------- | ---------------- | ------- | ------- | ------- | ------- | ------- |
| 1996/97   | «Аугсбург Пантерс»  | ДЕЛ       | 16               | 0                | 0                | 0                | 2                | 2       | 0       | 0       | 0       | 0       |
| 1997/98   | «Аугсбург Пантерс»  | ДЕЛ       | 19               | 1                | 1                | 2                | 0                | –       | –       | –       | –       | –       |
| 1998/99   | «Аугсбург Пантерс»  | ДЕЛ       | 33               | 0                | 2                | 2                | 12               | 5       | 0       | 0       | 0       | 2       |
| 1999/00   | «Аугсбург Пантерс»  | ДЕЛ       | 43               | 0                | 1                | 1                | 14               | 3       | 0       | 0       | 0       | 0       |
| 2000/01   | «Адлер Мангейм»     | ДЕЛ       | 15               | 0                | 2                | 2                | 2                | 9       | 0       | 0       | 0       | 0       |
| 2001/02   | «Адлер Мангейм»     | ДЕЛ       | 58               | 2                | 1                | 3                | 14               | 12      | 0       | 0       | 0       | 0       |
| 2002/03   | «Адлер Мангейм»     | ДЕЛ       | 50               | 2                | 3                | 5                | 32               | 8       | 0       | 1       | 1       | 2       |
| 2003/04   | «Адлер Мангейм»     | ДЕЛ       | 43               | 2                | 4                | 6                | 34               | 6       | 0       | 1       | 1       | 0       |
| 2004/05   | «Адлер Мангейм»     | ДЕЛ       | 28               | 1                | 4                | 5                | 26               | 14      | 0       | 0       | 0       | 22      |
| 2005/06   | «Адлер Мангейм»     | ДЕЛ       | 48               | 0                | 2                | 2                | 46               | –       | –       | –       | –       | –       |
| 2006/07   | Інгольштадт         | ДЕЛ       | 46               | 0                | 7                | 7                | 56               | 6       | 0       | 0       | 0       | 8       |
| 2007/08   | Інгольштадт         | ДЕЛ       | 51               | 4                | 10               | 14               | 38               | –       | –       | –       | –       | –       |
| 2008/09   | Інгольштадт         | ДЕЛ       | 38               | 2                | 6                | 8                | 30               | –       | –       | –       | –       | –       |
| 2009/10   | Інгольштадт         | ДЕЛ       | 45               | 1                | 5                | 6                | 36               | 10      | 0       | 0       | 0       | 16      |
| 2010/11   | «Штраубінг Тайгерс» | ДЕЛ       | 34               | 3                | 6                | 9                | 34               | –       | –       | –       | –       | –       |
| 2011/12   | «Штраубінг Тайгерс» | ДЕЛ       | 44               | 1                | 12               | 13               | 22               | 8       | 1       | 1       | 2       | 0       |
| 2012/13   | «Аугсбург Пантерс»  | ДЕЛ       | 30               | 0                | 2                | 2                | 12               | –       | –       | –       | –       | –       |
| 2013/14   | «Аугсбург Пантерс»  | ДЕЛ       | 7                | 0                | 0                | 0                | 4                | –       | –       | –       | –       | –       |
| ДЕЛ разом | ДЕЛ разом           | ДЕЛ разом | 648              | 19               | 68               | 87               | 412              | 83      | 1       | 3       | 4       | 52      |